# L'Éveil de Pont-Audemer
L'Éveil de Pont-Audemer est un hebdomadaire d'informations locales de l'Eure, édité par le groupe Publihebdos. Il est diffusé à l'échelle des cantons de Pont-Audemer, Beuzeville, Grand-Bourgtheroulde et de Bourg-Achard. Il paraît le mardi.